# Sinfonía de guerra
Una sinfonía de guerra es una composición adscrita a los parámetros de este género musical que persigue reflejar los acontecimientos de un conflicto bélico. 
Las primeras obras de este tipo se producen con la Segunda Guerra Mundial, tomando especialmente una gran relevancia en la URSS, donde la vida musical se moviliza en favor de la resistencia. La Sinfonía n.º 22, «Sinfonía-balada» (1941), de Nikolai Myaskovsky, es considerada la primera de las sinfonías de guerra soviéticas. Un año más tarde Dmitri Shostakóvich compone la más emblemática de estas composiciones, su Sinfonía n.º 7, «Leningrado», compuesta en la ciudad sitiada por la artillería nazi; su éxito es abrumador, tanto en la URSS como en el extranjero.
Otra conocida sinfonía de guerra soviética es la Sinfonía n.º 2 de Jachaturián. Pronto el género se adapta a otras formas, y así nacen las sonatas de guerra para piano, como es el caso de las Sonatas Sexta, Séptima y Octava de Serguéi Prokófiev para el instrumento; el pianista ruso Lázar Berman veía en el primer movimiento de la primera obra de este tríptico recreaciones del vuelo de la aviación alemana y el fragor de las campanas. Éste es uno de los elementos que para la sensibilidad rusa reflejan más intensamente la alarma, y de hecho Jachaturián las utiliza en el comienzo de su mencionada Sinfonía n.º 2.
El paradigma de la Sinfonía de guerra americana es la Sinfonía nº 4, «1942» de George Antheil. En Europa, sin embargo, no fue un género en boga. Sin embargo, tras la guerra la prensa especializada especuló con que varias de las sinfonías compuestas durante el período bélico eran sinfonías de guerra. Una de las obras con las que más se especuló fue la Sinfonía n.º 6 del compositor inglés Ralph Vaughan Williams, pero su autor siempre negó esa suposición.
Un ejemplo contemporáneo de una Sinfonía de guerra sería la Sinfonía «Las ruinas de Beirut», op. 37, obra compuesta en 1985 por el libanés Bechara El-Khoury en conmemoración del conflicto que asoló el país en 1975.
- Datos: Q6129214